# Paratropis
Genre
Paratropis est un genre d'araignées mygalomorphes de la famille des Paratropididae.

## Distribution
Les espèces de ce genre se rencontrent en Amérique du Sud et au Mexique.

## Liste des espèces
Selon World Spider Catalog (version 26, 18/06/2025) :
- Paratropis amfe Tauber, Perafán & Pérez-Miles, 2025
- Paratropis arenosa Dupérré & Tapia, 2024
- Paratropis aurelianoi Tauber, Perafán & Pérez-Miles, 2025
- Paratropis calarca Tauber, Perafán & Pérez-Miles, 2025
- Paratropis carcosita Dupérré & Tapia, 2024
- Paratropis celiae Santos, Gomes, Almeida, de Morais & Bertani, 2025
- Paratropis chami Tauber, Perafán & Pérez-Miles, 2025
- Paratropis cryptica Dupérré & Tapia, 2024
- Paratropis elicioi Dupérré, 2015
- Paratropis esmeraldas Dupérré & Tapia, 2024
- Paratropis florezi Perafán, Galvis & Pérez-Miles, 2019
- Paratropis kapak Dupérré & Tapia, 2024
- Paratropis lluspiosa Tauber, Perafán & Pérez-Miles, 2025
- Paratropis macca Tauber, Perafán & Pérez-Miles, 2025
- Paratropis manauara Santos, Gomes, Almeida, de Morais & Bertani, 2025
- Paratropis minuscula Almeida & de Morais, 2022
- Paratropis otonga Dupérré & Tapia, 2020
- Paratropis papilligera F. O. Pickard-Cambridge, 1896
- Paratropis pasochoa Dupérré & Tapia, 2024
- Paratropis pristirana Dupérré & Tapia, 2020
- Paratropis pukallucha Dupérré & Tapia, 2024
- Paratropis salsa Tauber, Perafán & Pérez-Miles, 2025
- Paratropis sanguinea Mello-Leitão, 1923
- Paratropis scruposa Simon, 1889
- Paratropis seminermis Caporiacco, 1955
- Paratropis tortue Sherwood, Lucas & Brescovit, 2023
- Paratropis tuxtlensis Valdez-Mondragón, Mendoza & Francke, 2014
- Paratropis urku Tauber, Perafán & Pérez-Miles, 2025
- Paratropis vulcanix Santos, Gomes, Almeida, de Morais & Bertani, 2025

## Systématique et taxinomie
Ce genre a été décrit par Simon en 1889 dans les Aviculariidae.

## Publication originale
- Simon, 1889 : « Arachnides. Voyage de M. E. Simon au Venezuela (décembre 1887-avril 1888). 4e Mémoire. » Annales de la Société Entomologique de France, sér. 6, vol. 9, p. 169-220 (texte intégral).